# لورا غريغ كانون
لورا غريغ كانون (بالانجليزية: Laura Gregg Cannon) (سبتمبر عام 1869 - 21 ديسمبر عام 1945) محاضرة ومدافعة أمريكية لحركة حق المرأة في الاقتراع. على مدار ما يقرب من ثلاثة عقود، قادت أو دعمت أنشطة الاقتراع في خمس عشرة ولاية مختلفة. كانت عضوًا دائمًا في الجمعية الوطنية الأمريكية للمطالبة بحق المرأة في الاقتراع (إن إيه دبليو إس إيه). قامت كانون بتحرير منشور حق الاقتراع وكتبت عن قضايا العمل. عملت أيضًا كمتحدثة وطنية للحزب الاشتراكي الأمريكي.

## مهنتها
ابتداءً من عام 1895، تم توظيف كانون كمنظمة لجمعية (إن إيه دبليو إس إيه). بعد أن دفعت مستحقات الانتساب وقدرها 100 دولار أمريكي، أصبحت كانون حينها عضوًا دائمًا في الجمعية.

### 1895 – 1908
شجعت غريغ على الاقتراع العام لأول مرة في إقليم أوكلاهوما في عام 1895. عادت مرةً أخرى في يناير من عام 1904، بعد أن ساعدتها في ذلك كاري تشابمان كات، ثم أيضًا بين شهري مارس وديسمبر من نفس العام. في عام 1905، واصلت غريغ عمليات التنظيم في أوكلاهوما، حيث خاطبت جمهورًا مكون من 6000 شخص في معسكر جيش الجمهورية الأعظم وتحدثت أيضًا في معاهد المعلمين وكليات الأعمال واجتماعات المدارس الريفية والنوادي النسائية. قامت غريغ بعمل ميداني مرة أخرى في أوكلاهوما في عام 1907.
عُيّنت غريغ مسؤولًا عن مقر الاقتراع في ولاية نبراسكا في أوماها، نبراسكا في أكتوبر عام 1899 من قِبَل كات. في أثناء تلك الفترة، عقدت عدة اجتماعات ومؤتمرات وأنجزت نشاطات العمل الميداني وازداد عدد الأعضاء إلى 1200 شخص تقريبًا. في عام 1901، قامت بتحرير ورقة صغيرة مطبوعة تسمى رسالة المقر، والتي كانت مليئة بأخبار الاقتراع في ولاية نبراسكا وتقارير النادي، بالإضافة إلى توصية وطنية أرسلتها شهريًا إلى العمال. افتتحت جدالًا مع محررة مجلة ستيت جورنال السيدة إيه. إل. بيكسبي في عدة مدن في شرق نبراسكا. أمضت خريف عام 1902 في ممارسة العمل الميداني في جميع أنحاء الولاية. بين أكتوبر عام 1907 ويناير عام 1908، عادت غريغ إلى نبراسكا للمساعدة في العمل المكتبي والميداني.
في مايو عام 1902، وصلت كل من كات وغريغ وجيل لافلين إلى مدينة هيلينا، مونتانا، حيث خططن بالاشتراك مع ضباط الاقتراع في الولاية لتنظيم حملة تشمل اجتماعًا في كل مدينة هامة، وكانت مسؤولية غريغ حينها هي ترتيب التواريخ من المقر الرئيسي في هيلينا.
في عام 1905، كانت غريغ في ولاية أوريغون تشرف على عمل منظمة الولاية، بالإضافة إلى مهمات أخرى منها الذهاب إلى الأماكن الكبيرة والصغيرة وتوسيع العمل إلى المناطق النائية.
في عام 1907، قامت غريغ، بأمر من الجمعية الوطنية، بتنظيم لجان الاقتراع في اثنتي عشرة مدينة في مينيسوتا.